# Cementerio del terror
Cementerio del terror es una película de slasher mexicana de 1985, dirigida por Rubén Galindo Jr. Esta protagonizada por Hugo Stiglitz, Eduardo Capetillo, Erika Buenfil, Usi Velasco y María Rebeca.

## Argumento
El Dr. Camilo Cardán lleva años lidiando con el brutal asesino en serie Devlon, al que considera un ser inhumano. El médico ve al autor como el mal personificado, una criatura poseída por Satanás con manos llenas de garras. Durante su último ataque donde mata a una joven mujer, Devlon recibe múltiples disparos de la policía y se le declara muerto. Sin embargo, el Dr. Cardán se ve acosado por visiones de pesadilla de un regreso inminente. El alarmado Cardán se pone entonces en contacto con la policía local y recomienda al comisario de policía responsable la inmediata incineración del cadáver, quien hace caso omiso de las advertencias e insiste en un entierro normal en una fosa común. Cardán sigue siendo obstinado y consigue una orden judicial en la noche de halloween para movilizar al comisario de policía. Junto con el oficial, finalmente se dirige a la morgue local donde recogerá el cuerpo de Devlon para que sea cremado.
Con el pretexto de asistir a una gran fiesta, tres jóvenes universitarios, estudiantes de medicina, atraen a sus novias a una vieja mansión vacía ocupada por última vez por Devlon. El edificio en ruinas linda con el cementerio local. En la casona, los hombres intentan acercarse a sus parejas, pero el ánimo de las damas está muy mermado. La fiesta parece haber llegado a un abrupto final, cuando uno de los jóvenes descubre un misterioso libro negro con conjuros diabólicos. Para impresionar a las invitadas a la fiesta, los hombres presentes deciden probar un ritual satánico para resucitar a los muertos por pura curiosidad. Tras el rechazo inicial, todos se entusiasman con el plan. Por ello, roban en secreto un cadáver especialmente aterrador de la morgue -se trata del mismo Devlon- y lo devuelven a la vida mediante una misa negra. Cuando el cuerpo sin vida de Devlon se agita en medio de una tormenta que se aproxima, los seis amigos huyen a la vieja mansión, creyendo que les servirá de refugio. Con este acto, se ponen en el mayor peligro. Devlon se levanta, se dirige a la casa y mata uno por uno a los seis jóvenes presentes.
Mientras tanto, el Dr. Cardán se da cuenta de la desaparición de Devlon en la morgue, en presencia del comisario. Recuperan los rastros y el agente pone una orden de búsqueda del muerto desaparecido, mientras que el Dr. Cardán emprende la búsqueda del asesino por su cuenta.
Simultáneamente, cinco niños entusiastas de halloween están jugando y se retan a demostrar su valentía yendo al centro del cementerio. Entre los niños hay dos hijos del comisario de policía. Sin embargo, tras una extraña aparición de fuego, los menores pierden el valor y huyen en busca de ayuda a la casa abandonada, escenario de la sangrienta masacre. Allí el grupo no tarda en encontrar los cadáveres que dejó el asesino en serie reanimado. Completamente asustados y acosados por Devlon, huyen a través del cementerio hacia la salida de la zona. Por desgracia, no sólo Devlon ha resucitado esa noche, sino también otros no-muertos que ahora se levantan de sus tumbas. Comienza una cacería despiadada. El Dr. Cardán llega a la mansión, donde encuentra a los niños desesperados, que luchan contra las legiones de muertos vivientes. Con la ayuda de los crucifijos, consiguen mantener a raya a las bestias para la tarea que le espera, la destrucción del satánico Libro de la Resurrección, que los niños tienen que arrojar a una hoguera para romper la maldición. Acto seguido, los muertos vivientes también arden en llamas. Los niños se salvan, al igual que un malherido Dr. Cardan. Sin embargo, la última escena parece indicar que el espíritu de Devlon se encarnó en el cuerpo del doctor Cardan después de haberlo asesinado.

## Reparto
| Actor                 | Personaje             |
| --------------------- | --------------------- |
| Hugo Stiglitz         | Dr. Camilo Cardán     |
| Eduardo Capetillo     | Tony                  |
| Usi Velasco           | Usi                   |
| María Rebeca          | Anita                 |
| César Velasco         | César                 |
| Adrian Sánchez        | Raúl                  |
| Erika Buenfil         | Lena                  |
| Edna Bolkan           | Olivia                |
| Servando Manzetti     | Jorge                 |
| Andrés García Jr.     | Pedro                 |
| René Cardona III      | Óscar                 |
| Jacqueline Castro     | Mariana               |
| Raúl Meraz            | Capitán Ancira        |
| Leo Villanueva        | Oficial Pineda        |
| Mineko Mori           | Vicky                 |
| Lili Zoto             | Madre de Anita y Raúl |
| Leonardo Noriega      | Padre de Usi y César  |
| Martha Ofelia Galindo | Madre de Usi y César  |
| José Gómez Parcero    | Devlon                |

## Producción
Rubén Galindo Jr. estaba todavía en la universidad en los Estados Unidos cuando su padre le dijo que tenía que volver a México y hacer su primer largometraje. Una vez en casa, el joven de 23 años empezó a trabajar en lo que acabaría siendo el clásico de culto mexicano. En julio de 1984 inició el rodaje en Brownsville, Texas, llevando en el reparto a Hugo Stiglitz -presencia cotidiana del cine de explotación mexicano- como el doctor Cardán, acompañado por un grupo de jóvenes actores como Edna Bolkan, Andrés García Jr., Al Coster (futuro director de cine basura conocido como René Cardona III) y una debutante Erika Buenfil, además de los entonces niños Eduardo Capetillo, María Rebeca -la famosa niña de la mochila azul– y Usi Velasco. Seis semanas de rodaje y un presupuesto que fluctuó entre los 45 y 65 millones de pesos (de 1984), fueron suficientes para traer al mundo "la primera cinta splatter mexicana (Dicine, nº 17, octubre de 1986) cuya mayor -o única- virtud radica en que consigue provocar momentos hilarantes donde se supone debería de haber miedo".

## Influencias
Se han notado referencias directas de múltiples películas y estilos, siendo la mayor influencia Halloween de 1978 (elementos como un paciente demente que ha escapado e iniciado una masacre, y que es perseguido por un doctor, en plena noche de halloween), The Evil Dead de 1981 (el libro maldito que conjura a los demonios), y el aspecto de los zombis en el cementerio, hecho tan famoso por el video de Thriller de Michael Jackson, de 1983. De hecho, el artista de maquillaje Ken Diaz, fue quien contribuyó precisamente en ese video.

## Recepción
Cementerio del Terror al momento de su estreno en salas mexicanas tuvo mucho éxito, a pesar de tener al mismo tiempo muy desfavorables críticas por parte de los medios especializados, que resaltaban especialmente los muchos agujeros e incongruencias de la trama, además de los aspectos técnicos y de realización entre otros detalles. Sin embargo, la película terminó haciéndose acreedora de premios como el Águila Azteca de la Asociación de exhibidores y distribuidores mexicanos en Estados Unidos, así como el premio de El Heraldo de México por mejor director debutante, e inclusive el premio Diosa de Plata a mejor ópera prima otorgado por la Asociación de Periodistas Cinematográficos a lo mejor del cine mexicano.
El portal de Blooddy Disgusting reporta: "Se puede decir que no hay nada sustancialmente original en Cementerio del terror. Se nutre de varias fuentes, aunque grandes, y se fija más en su superficie que en su estructura o sustancia. El punto fuerte de Galindo es, en última instancia, entender lo que funciona bien en otras películas, y luego poner esos aspectos en buen uso en sus propios proyectos. Aquí hay dos películas diferentes: un slasher rutinario seguido de una conclusión alocada y angustiosa que parece sacada directamente de una producción de Fulci. A pesar de la derivación, la dirección general es elegante. Sin duda, Galindo ha realizado una de las mejores películas de terror de México".